# Дениз Байсал
Дениз Байсал (на турски: Deniz Baysal) е турска актриса.

## Биография
Дениз Байсал е родена на 26 април 1991 г. в Измир, Турция.
През 2009 г. започва да учи външна търговия в Университета Маниса Челал Баяр. От 10-годишна възраст учи актьорско майсторство в Общинския театър Измир Карсияка. Работи като театрална актриса в продължение на 10 години и започва да играе с насърчение и подкрепа на учителя по театър.
На 6 септември 2019 г. се омъжва за Barış Yurtçu, вокалист на музикална група „Kolpa“.

## Филмография

### Телевизия
| телевизионен сериал | телевизионен сериал      | телевизионен сериал        | телевизионен сериал            |
| Година              | заглавие                 | Роля                       | Бележки                        |
| ------------------- | ------------------------ | -------------------------- | ------------------------------ |
| 2011 г.             | Bitmeyen Şarkı           | -                          | Поддържаща роля                |
| 2011 г.             | Дерин Сулар              | Нисан                      | Водеща роля                    |
| 2012 г.             | Бабалар ве Евлатлар      | Ферах                      | Поддържаща роля                |
| 2012 г.             | Кайп Чехир               | Hehnaz                     | Поддържаща роля                |
| 2013                | Aşk Ekmek Hayaller       | Караджа Йълмаз             | Поддържаща роля                |
| 2014 – 2015         | Kaçak Gelinler           | Kainat Gencer              | Водеща роля                    |
| 2015 г.             | Може Bedenden Çıkmayınca | Ейлем                      | Водеща роля                    |
| 2015 г.             | Беяз Ялан                | Алара Корел / Мелек Йълмаз | Водеща роля                    |
| 2016 г.             | Севда Кушун Канадънда    | Тумай Ербай                | Водеща роля                    |
| 2016 г.             | Рюзгарин Калби           | Зейнеп                     | Водеща роля                    |
| 2017 – 2018         | Fazilet Hanım ve Kızları | Хазан Шамкъран             | Водеща роля                    |
| 2017 г.             | Бамси Бейрек             | Бану Чичек                 | Водеща роля, телевизионен филм |
| 2018 – 2019         | Söz                      | Деря Карасу                | Водеща роля                    |
| 2020 г.             | Hizmetçiler              | Ела Сонмез                 | Водеща роля                    |
| 2021 – 2023         | Teşkilat                 | Зехра Балабан              | Водеща роля                    |
| 2023                | Güldür Güldür            | себе си                    | гостуваща роля                 |
| 2023 - 2024         | Ne Gemiler Yaktım        | Ясемин                     | Водеща роля                    |

### Филм
| Филми   | Филми               | Филми  | Филми       |
| Година  | заглавие            | Роля   | Бележки     |
| ------- | ------------------- | ------ | ----------- |
| 2016 г. | Sol Şerit           | Ясемин | Водеща роля |
| 2019 г. | 7. Koğuştaki Mucize | Моята  | Водеща роля |

|  | Тази страница частично или изцяло представлява превод на страницата Deniz Baysal в Уикипедия на английски. Оригиналният текст, както и този превод, са защитени от Лиценза „Криейтив Комънс – Признание – Споделяне на споделеното“, а за съдържание, създадено преди юни 2009 година – от Лиценза за свободна документация на ГНУ. Прегледайте историята на редакциите на оригиналната страница, както и на преводната страница, за да видите списъка на съавторите. ВАЖНО: Този шаблон се отнася единствено до авторските права върху съдържанието на статията. Добавянето му не отменя изискването да се посочват конкретни източници на твърденията, които да бъдат благонадеждни. |